# Paolo Patrucchi
Paolo Patrucchi (Mortara, 22 settembre 1908 – ...) è stato un calciatore italiano, di ruolo centrocampista.

## Carriera
Ala, giocò in Serie A con Casale, Bari e Roma.

## Palmarès

### Club

#### Competizioni nazionali
- Serie B: 1

Casale: 1929-1930